# Kurów Suski
Kurów Suski – przystanek kolejowy w Kurowie, w województwie małopolskim, w powiecie suskim.

## Ruch pasażerski
| Rok  | Wymiana pasażerska na dobę |
| ---- | -------------------------- |
| 2017 | 0-9                        |
| 2022 | 0-9                        |